# Ruralista
Ruralista − specjalista w zakresie planowania przestrzennego wsi i obszarów rolnych; zwany jest również architektem terenów wiejskich. Ruralista zajmuje się również projektowaniem dla celów turystycznych terenów wypoczynkowych znajdujących się poza miastem.